# 水野稔
水野 稔（みずの みのる、1911年4月15日 - 1997年8月19日）は、日本の国文学者。専門は日本近世文学、特に山東京伝。

## 来歴
兵庫県姫路市生まれ。1920年に急逝した兄の影響を受けて、近世文学研究を志す。姫路高等学校文科甲類を経て、1933年東京大学文学部国文学科を卒業。1935年、同大学大学院を修了。1939年仙台陸軍幼年学校教授。1940年姫路高校時代の恩師だった原田虎男の長女と結婚。1942年陸軍予科士官学校教授。1946年兵庫県立姫路商業学校教諭、1949年兵庫県立姫路工業大学付属高等学校教諭と兵庫県立姫路工業大学講師を兼任。1955年、明治大学文学部助教授、1960年同教授。1982年同大学を定年退職。1991年、交通事故に遭い、晩年まで車いす生活となる。1997年、慢性腎不全のため死去（遺族による年譜では心不全となっている）。
1999年、旧蔵書が明治大学図書館に収められ、「江戸文芸文庫」となる。

## 著書
単著
- 『江戸小説論叢』中央公論社、1974年
- 『黄表紙・洒落本の世界』岩波書店、1976年（岩波新書）
- 『山東京伝の黄表紙』有光書房、1976年、のちに『江戸文芸新考』
- 『山東京伝年譜稿』ぺりかん社、1991年
- 『江戸文芸とともに』（小池奈都子、内村和至編）、ぺりかん社・明治大学文学部910研究室、2002年

編著
- 『日本古典鑑賞講座 第25巻 馬琴』角川書店、1959年
- 『近世文学論叢』明治書院、1992年

校注本
- 『日本古典文学大系 第59.黄表紙洒落本集』校注 岩波書店、1958年
- 恋川春町「金々先生栄華夢」（現代語訳）『古典日本文学全集　江戸小説集』筑摩書房、1960年
- 式亭三馬「浮世床」渡辺一夫共訳『古典日本文学全集　江戸小説集』、1961年
- 十返舎一九『東海道中膝栗毛』さ・え・ら書房、1963年（私たちの日本古典文学）
- 『黄表紙集』1-2、古典文庫、1969 - 73年
- 狂歌（校注）『日本古典文学全集』小学館、1971年
- 上田秋成『雨月物語』（校注）、明治書院、1977年（校注古典叢書）
- 『図説日本の古典 19　曲亭馬琴』集英社、1989年
- 山東京伝『新日本古典文学大系 85　米饅頭始・仕懸文庫・昔話稲妻表紙』岩波書店、1990年